# Fenestella bifurcata
Fenestella bifurcata is een mosdiertjessoort uit de familie van de Fenestellidae. De wetenschappelijke naam van de soort is voor het eerst geldig gepubliceerd in 1856 door Roemer.